# Rock andaluz
El rock andaluz es un movimiento musical y cultural de rock fusión, que se desarrolló primordialmente, aunque no exclusivamente, en Andalucía.
Si bien surge desde las primeras grabaciones de rock en España a finales de los años 1950 con ejemplos reseñables de Los Cheyenes o Los Brincos durante la década de 1960; con la llegada de la psicodelia se alcanzaría su época de auge bajo el rock progresivo andaluz entre el cambio de década a los 1970 hasta el inicio de los 1980.
Enmarcadas en un movimiento generalizado de búsqueda de las raíces que dio pie al concepto de rock con raíces, se considera que los pioneros del estilo fueron Smash, Gong, Silvio, Sabicas y Triana, la banda más identificativa del estilo. Diversas agrupaciones siguieron esa estela de combinar el flamenco tradicional con el rock progresivo como Mezquita, Medina Azahara, los americanos Carmen, Cai, Granada, Imán, Guadalquivir, Alameda y Vega o el folk rock como Veneno.
Tras el declive del rock progresivo, el flamenco rock se abriría y combinaría con otras influencias como el blues con Pata Negra, el pop rock como con El Último de la Fila mientras que algunas bandas se reinventarían como hizo Medina Azahara uniéndose al plantel de grupos de hard rock de la época. Existen influencias posteriores de experimentalidad como el Omega de Enrique Morente y Lagartija Nick o el post-rock de Exquirla. La influencia del rock andaluz se ha hecho de notar en agrupaciones de rumba flamenca y el «mestizaje» como Los Delinqüentes o una vuelta al rock psicodélico como Derby Motoreta’s Burrito Kachimba.

## Concepto

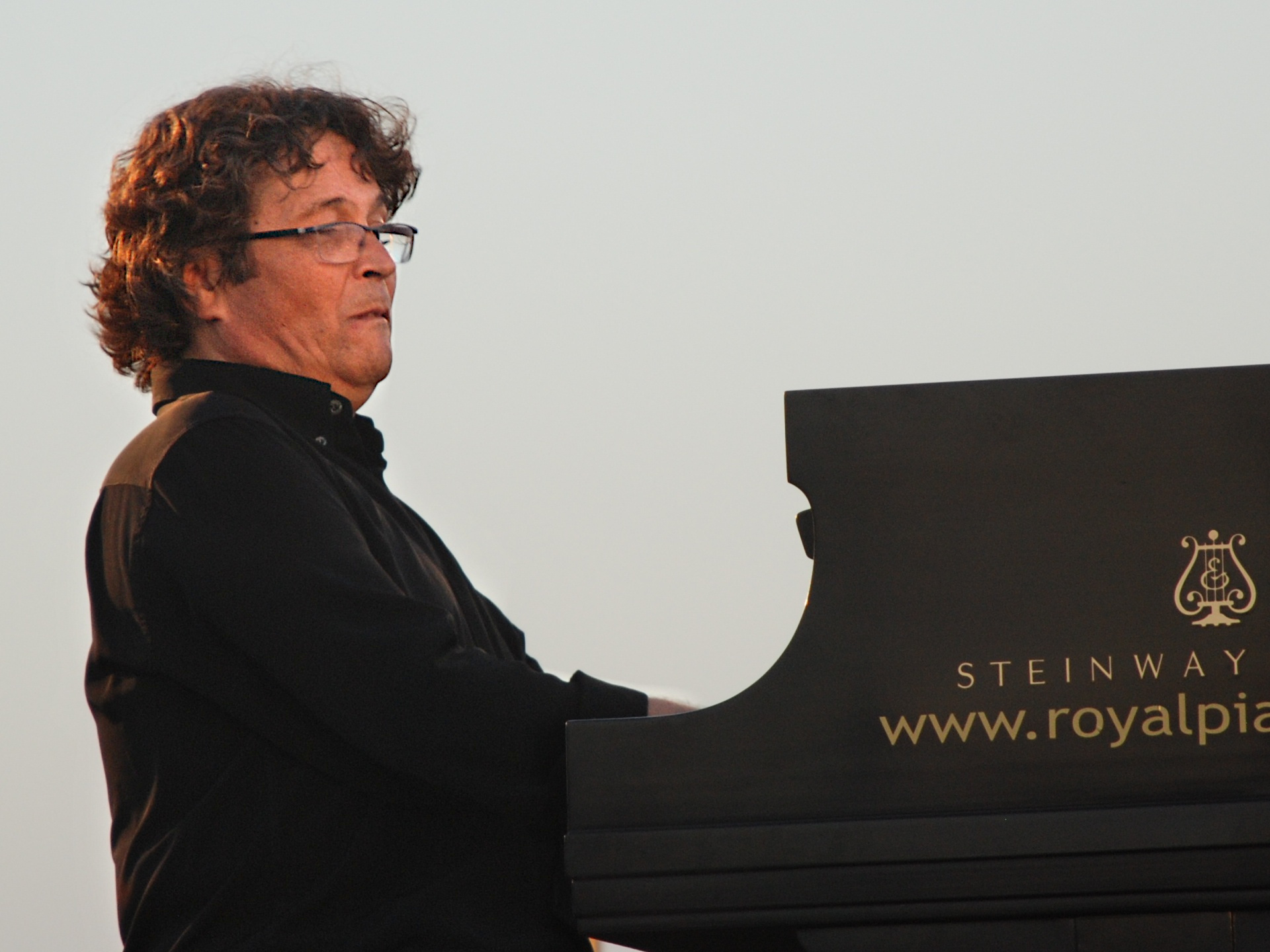
Chano Domínguez

Musicalmente, consiste en la incorporación a las estructuras del rock y pop de conceptos, ritmos y elementos melódicos y armónicos, procedentes del folclore andaluz y del flamenco. En realidad, como han puesto de relieve varios autores, 

«Más que basarse en el flamenco lo hace sobre lo flamenco: un cierto aire, algún quiebro… un soniquete. Buen sabor, pero pocas profundizaciones».

 Música, por tanto, ligada al sentimiento andalucista de los 70.
Usualmente, se utilizaban compases flamencos de rítmica africana, como los tangos, las bulerías o la rumba flamenca. Las voces son marcadamente andaluzas, conservando las modulaciones del flamenco, y en cierto modo también los quejidos largos o los lamentos cortos, pero sobre estructura y fraseos cuyo origen está en el rock. Instrumentalmente, se introducen elementos tradicionales como la guitarra flamenca, las palmas, las castañuelas, etc., en convivencia con guitarras eléctricas, diferentes instrumentos de percusión y bajos, entre otros.
El rock andaluz se ha desarrollado limítrofe con otros subgéneros que partían de similares conceptos (fusión de flamenco y pop o rock), aunque no deben ser confundidos con él. Entre estos, estaban el "gipsy rock", el llamado "sonido cañorroto", las rumbas eléctricas o "flamenco-pop", así como las fusiones del flamenco de vanguardia (como Enrique Morente, con Lagartija Nick).

## Historia
En buena medida, la historia del rock andaluz está vinculada a Gonzalo García Pelayo, productor musical y fundador del sello Gong, integrado en la discográfica Movieplay, cuyo leitmotiv era el rock con raíces. 

«En Salamanca nació la idea de crear el rock andaluz. Lo cavilábamos Julio (Matito) y yo, pero Gualberto añadió que él no tenía nada que pensar, sino simplemente que sentir, y que él venía sintiendo desde hacía mucho tiempo»
 Gonzalo Garciapelayo

 El nombre del sello, es un homenaje al grupo Gong, uno de los grupos seminales del género, y utilizaba como eslogan promocional la frase: Buena o regular, es nuestra música y no queremos que tenga nada que ver con la de ellos. Casi todas las bandas del género, en los años 70, editaron con este sello. Las grabaciones se realizaban en Madrid o Barcelona, ante la precariedad de la industria regional y, frente a lo que pueda parecer, tuvo muy escaso respaldo de los medios de comunicación, lo que generó dispersión y desaliento entre los músicos: 

«El primer disco de Triana salió el 14 de abril de 1975 y no fue éxito hasta año y medio después… y eso sin que la radio lo pusiese. Fue el típico éxito de pubs, de boca a boca […] Nadie había ayudado a poner el tren en marcha, había sido más bien un fenómeno popular»
Gonzalo Garciapelayo

Después, el fenómeno se extiende, se populariza y comienza a recogerse en los medios, incorporándose al género bandas no andaluzas.

### Los orígenes

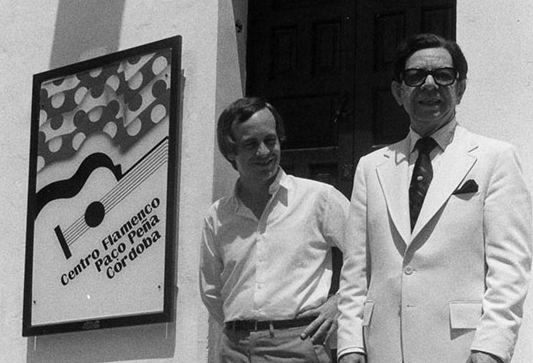
Paco Peña (izquierda) junto a Sabicas (derecha).

Los primeros acercamientos al rock en España a finales de los años cincuenta estaban muy ligados al flamenco. Aunque pronto el rock en España siguió los patrones anglosajones con pocos o anecdóticos lazos con esta música folclórica española.
Los primeros intentos de regularizar y asentar pulsaciones flamencas al rock provienen de las bandas sevillanas de rock progresivo, en la segunda mitad de la década de los sesenta: Gong, en la que estuvieron Silvio Fernández y Luis Cobo "El Manglis"; Nuevos Tiempos, con Jesús de la Rosa y Rafael Marinelli; y, sobre todo, Smash, la banda de Gualberto García y Julio Matito. No obstante, hay ejemplos previos que ya incorporaban de manera puramente anecdóctica guiños aflamencados a canciones de pop-rock, como la propia canción Flamenco de Los Brincos, grabada en 1964. También se encuentran ejemplos de acercamiento a la música andaluza en el rock anglosajón, como en las canciones Spanish Caravan (The Doors, 1968) y A Spanish Piece (Pink Floyd, 1969).
Antes, en 1966 y en Estados Unidos, el guitarrista español Sabicas ya había grabado un disco junto al también guitarrista norteamericano Joe Beck, publicado bajo el nombre de Rock Encounter en 1970, en el que se produce una inusual mezcla de flamenco y rock y donde ya se observa la búsqueda consciente de algo nuevo. Al año siguiente publicó otro álbum de índole similar llamado The Soul of Flamenco and the Essence of Rock. Fue ese primer disco, según indica el propio Ricardo Pachón, el que le animó a incorporar a Manuel Molina al grupo Smash y grabar cinco temas de fusión, entre los que se encontraban El garrotín, Tangos de Ketama y Blues de la Alameda (1970), que unánimemente son considerados el comienzo del género. En total, Smash grabaría dos elepés, Glorieta de los lotos (Polygram ibérica, 1970) y We come to smash this time (Polygram ibérica, 1971), llenos de valientes adentramientos a los terrenos aún inexplorados de la fusión del rock y del flamenco, dejando fertilizado el terreno. Smash puso la marca de salida con un extraño-caso-de-canción (sic): "El garrotín" certificaba la muerte del grupo y el nacimiento de un estilo. Despegue por tangos y wah-wah abriendo flamenco-rock y osando competir por la canción del verano de 1971.
Aparte de los grupos básicos citados, en el cambio de década se produjeron algunos discos que forman parte del proto-rock andaluz: Opus Pi (1969), un LP de un grupo denominado Taranto's, integrado por miembros de Los Pekenikes y Los Pasos;Tarantos (1971), de una banda madrileña llamada All & Nothing; el primer sencillo de Manuel Molina en solitario, La Mora/La primavera (EMI, 1971); etc.
La discografía de Los Módulos, cuya carrera se inició en 1969, fue una crucial influencia en el rock andaluz. Su líder, Pepe Robles, de origen malagueño, tenía un aire andaluz en su excelente forma de cantar: Sus canciones han sido versionadas, entre otros, por Medina Azahara.

### 1972-1975
Con la desaparición de las bandas seminales del rock andaluz el panorama queda momentáneamente despoblado. Los músicos de estas formaciones se recomponen y aparecen grupos que apenas tienen continuidad: Julio Matito y La Cooperativa; Fly; Total (con Silvio y Antoñito "Smash"); Chicle, Caramelos y Pipas (en el que estaban Manuel Rodríguez y Marcos Mantero), etc. Ninguno de ellos, sin embargo, sigue de forma clara la línea abierta del Rock Andaluz, salvo Tartessos, una banda de Huelva liderada por el guitarrista y cantante Pepe Roca, que editó varios singles entre 1973 y 1975, año en que Phillips publicó su único LP, "Tiempo muerto", ya con Manuel Marinelli en los teclados.
En 1972, aparece el grupo Flamenco, liderado por los hermanos Garrido Granados, que siguen la tradición de Gong y Smash, poniendo fondos roqueros al cante aflamencado, aunque añaden influencias de Santana y del glam rock. Su primer sencillo, "Anda jaleo!/Corcho con corcho, caña con caña" (Ariola, 1972) es cañero y lorquiano. El segundo, del mismo año, viene firmado por Paco de Lucía. En 1973 publican su primer y único álbum, Flamenco, también en Ariola, que reúne los cuatro singles ya editados y tres canciones nuevas. Desaparecerán en 1976 tras editar otros dos singles, de mucha peor factura.
En 1973 se publica en Londres Fandangos in the space, del grupo Carmen, un proyecto impulsado por un mexicano-californiano, David Clark Allen, en el que también participó John Glascock, futuro bajista de Jethro Tull. Un enérgico ¡Ahora! abre un vertiginoso disco donde se fusionan virtuosismo progresivo y clásicos andaluces como el "Anda jaleo!" que merecen su hueco en la pre-historia del Rock Andaluz (previa a "El Patio").
Desde una perspectiva inicialmente más pop, el grupo almeriense Los Puntos editan en 1974 su famoso "Llorando por Granada", que es un preludio avanzado de su último LP, "Oriental" (Polydor, 1977), sinfónico y "moruno", en el que se incluyen temas como "Oriental", "Mujer saudita", "Tierra cristina" y "Almanzora".

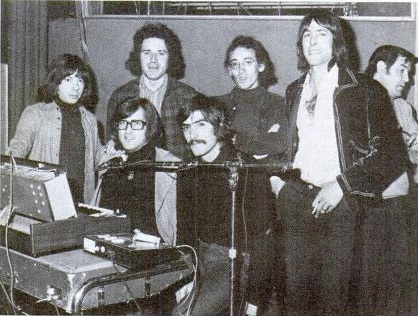
Triana durante la grabación de su primer álbum (1974).

Cerca de la mitad de la década, la escena del rock andaluz comienza a animarse. El grupo Estoques, un grupo de estudio, publica en 1974 un interesante sencillo instrumental, "Mezquita de Mohamed / Regreso a la ciudad", que abre la vía del jazz rock para el género y que, de alguna manera, supone el antecedente directo de bandas como Guadalquivir o Vega. Pero, sobre todo, se publica el primer sencillo de Triana ("Recuerdos de una noche / Luminosa mañana"), el grupo paradigmático del género, que abre la línea del "rock andaluz sinfónico". Garciapelayo, afirmaba en una entrevista en Musical Express, que Triana hacía lo que King Crimson harían si fueran de Sevilla.
En 1975 aparece el primer LP de Triana, El patio y, con él, la culminación definitiva del género. Su primer corte, literalmente abre la puerta a algo nuevo, a una nueva forma de música en la que se funden de manera natural las corrientes musicales anglosajonas con las esencias de la música andaluza. Otras bandas que aparecen o reaparecen ese mismo año 1975 contribuyen a impulsarlo: Gualberto con su disco "A la vida - al dolor" , que comienza con un tema con sitar y Enrique Morente; Goma, la banda del guitarrista Manuel Rodríguez, el saxofonista Pepe Sánchez (ex-Gong) y Antoñito "Smash", que facturan un álbum progresivo, "14 de abril", este sí realmente influido por King Crimson; o Granada, el grupo del flautista madrileño Carlos Cárcamo, con su LP "Hablo de una tierra", en el que colaboraba Manolo Sanlúcar (aunque en sus siguientes discos abandonó toda referencia al rock andaluz).

### 1976-1979
Los años siguientes son los más fructíferos para el rock andaluz, "con pocos devotos en la crítica y muchos seguidores, tanto en los barrios periféricos de las ciudades, como en los pueblos andaluces", en palabras del crítico Luis Clemente. Es en estos años, además, cuando el rock andaluz se reviste de la iconografía que será su marca de imagen: acentos árabes, referencias a al-Ándalus, textos místicos... La banda que más pronto recoge todos estos elementos es Imán, creada en 1976 por Manuel Rodríguez y el teclista Marcos Mantero, y que inicialmente incluía también a Luis Delgado. Su primer LP, "Califato Independiente", es editado por CBS en 1978 y muestra una fuerte carga de rock sinfónico. Por esa misma línea se decantan Azahar cuyo primer disco, "Elixir", es de 1977 (editarían un segundo álbum en 1979), y Mezquita, cuyo álbum de debut homónimo, editado por Zafiro, es para algunos autores lo mejor del rock sinfónico andaluz. También en ese mismo año, el grupo gaditano nacido en Puerto Real: Mantra, impulsado por el batería Tato Macías (junto al bajista José Antonio Ramírez Arana, los guitarristas Juan Ahumada Capputto y Tito Alcedo y, en los teclados, José Manuel Portela), harían su única grabación, que permaneció inédita y que se convirtió en objeto de culto. En el año 2012 el propio Tato y la productora Arabiand Rock publicaron dicha grabación. Dentro de la misma línea sinfónica otros grupos de cierto renombre regional no llegaron a registrar su música, como es el caso de los granadinos La Banda de los Hermanos Cruz, o de los jiennenses Trauma. Sí llegaron a editar disco los también granadinos Dofus ("Suite Azul de Rock", Musimar, 1979), liderados por los hermanos Gualda.
En 1977, también vio la luz el único disco de la banda Veneno, agrupación que reunió a Kiko Veneno y a los hermanos Rafael y Raimundo Amador, que llevó de nombre Veneno (CBS, 1977). La agrupación no duraría mucho, se disolvió un año después, pero si abrió camino para la veta del rock andaluz más gitana. En esta línea publicaría también Diego de Morón su disco homónimo (Moviplay, serie Gong, 1977) y producido por Garciapelayo, disco de flamenco donde se incluyó el corte Despertar, que muestra una tremenda fusión con el rock progresivo.

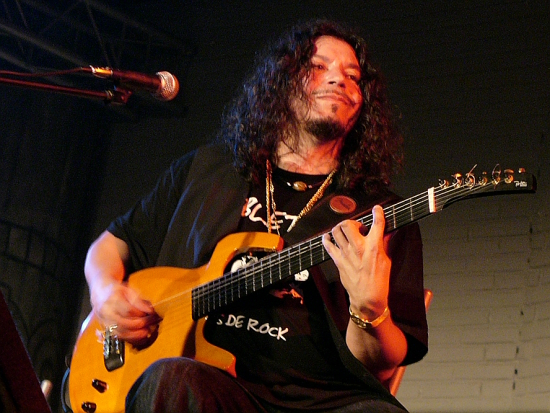
Raimundo Amador

Otro de los grupos emblemáticos del género, los gaditanos Cai, liderados por el teclista Chano Domínguez, iniciaron su discografía ("Más allá de nuestras mentes diminutas", Trova, 1978) como una banda de rock sinfónico andaluz, aunque ya en ese disco había temas que derivaban hacia el jazz-rock, como "Alegrías de Cai". Muy influenciado por Emerson, Lake & Palmer y el "Sonido Canterbury", el grupo fue desarrollando cada vez más sus aspectos jazzísticos en sus siguientes discos.
Pero en esta línea relacionada con el jazz-rock, el grupo de rock andaluz por antonomasia es Guadalquivir, banda fundada en 1977 por los guitarristas sevillanos Luis Cobo "El Manglis" y Andrés Olaegui, que ya estuvieron juntos en un grupo anterior llamado Manantial. Su influencia se extendió a diversos grupos andaluces, que no llegaron a realizar grabaciones, como los sevillanos Aljarafe o los granadinos La Banda del Tio Paco (en la que estuvo el guitarrista gaditano Nono García). También al grupo del guitarrista extremeño Tomás Vega, llamado como él Vega, especialmente en su segundo LP, "Jara", publicado en 1979.
Artistas que habían desarrollado su carrera fuera del rock andaluz, se acercaron al género en esta época: Pedro Ruy-Blas en "Luna Llena" (Polydor, 1975); Miguel Ríos con "Al-Ándalus" (Polydor, 1977); Iceberg en "Sentiments" (CFE, 1977); Toti Soler en su LP "Lonely Fire" (RCA, 1979), con los Pata Negra Rafael y Raimundo Amador (uno de los iconos del blues andaluz); etc.

### 1979-1985

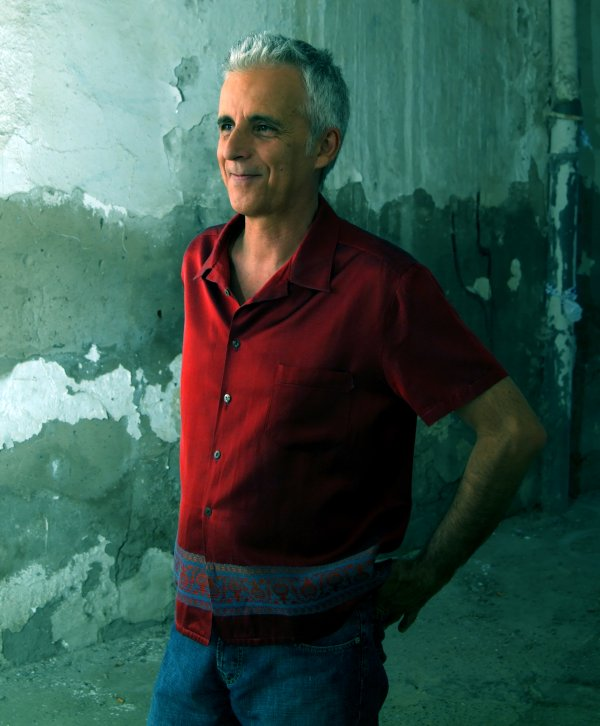
Kiko Veneno

Al final de la década de los 70, el rock andaluz está totalmente asentado y algunos de sus grupos tienen una clara proyección, incluso en ventas. Sin embargo, los dos grupos más vendedores, junto con Triana, editan sus álbumes de debut en 1979: Alameda , una banda liderada por los hermanos Marinelli (teclados), Pepe Roca (guitarra y voz), y Manolo Rosa (bajo), con su LP homónimo, al que seguirían "Misterioso manantial" (1980) y "Aire cálido de abril" (1981). Rock sinfónico andaluz, muy cercano a los planteamientos de Triana, y con grandes ventas. El segundo de estos grupos sería Medina Azahara, de Córdoba, que aporta un aire heavy al sinfonismo andaluz con pocas referencias anteriores (suele citarse a Storm, entre ellas). Su álbum homónimo de debut, también de 1979, consiguió doblar en ventas al de Alameda, que hasta entonces tenía el récord dentro del género. Sus siguientes discos, "La esquina del viento" (1980) y "Andalucía" (1982), fueron también éxitos importantes.
El mismo año 1979 ve la aparición del disco posiblemente más conocido del rock andaluz, "La leyenda del tiempo" (Phillips), de un electrificado Camarón de la Isla con el respaldo de los grupos Veneno, Alameda y Dolores, además de Gualberto y Tomatito. Su influencia no corrió pareja con sus ventas pues al morir Camarón apenas se habían vendido 6.000 copias del mismo, lo que no obsta para que figure en todas las relaciones de los discos españoles más influyentes.
En este período, aparecen nuevos grupos que no consiguen tanta proyección, como los malagueños Tabletom cuyo primer álbum, "Mezclalina" (RCA, 1980) aporta una visión modernizada del género. Jarapa, también de Málaga, editó un sencillo en 1983. Por su parte, Fragua edita un álbum en Hispavox en la estela de Triana, a finales de 1979, y Formas, otro llamado "Largos sueños", en 1981. En 1980 se edita el único álbum de una banda llamada Cal, liderada por el teclista Alberto Toribio (ex-Goma), muy en la línea de Alameda. Ese mismo año, Cuarto Menguante, una banda impulsada por el cantante Paco Urizal y el guitarrista Valentín Ponce, debutan con "Rompehielos", un LP con aires de rock andaluz, que pierden en sus siguientes discos. Finalmente Barbacoa, un octeto onubense con metales en la línea de Blood, Sweat & Tears, aportó un enfoque distinto al rock andaluz en su disco "El caballo del viento" (Pasarela, 1984).

### Decadencia
A partir de 1985, el rock andaluz comienza a decaer de forma notoria. Algunas de las bandas más señeras aún editan discos, aunque de forma cada vez más marginal. Destacan los trabajos de los grupos de Chano Domínguez (Hixcadix, 1987), y del guitarrista Tito Alcedo (1989), ambos ya muy decantados por el jazz; pero sobre todo se destacó el disco de la nueva banda de "El Manglis" y Raimundo Amador, "Arrajatabla", publicado en 1992. Entre los brotes más tardíos, está la banda cordobesa Montoro, que editó en 1991 un disco de evidente rock andaluz titulado "Esencia" (Divucsa). Después, muestras esporádicas, como el disco del grupo heavy granadino Totem, con título homónimo, editado por la discográfica Big Bang en 1993, que incluía temas del género como Flamencosa.
De los grupos clásicos, Medina Azahara es el que mejor ha logrado mantener su presencia en el mercado hasta la actualidad, con 17 discos publicados, y también Tabletom ha seguido editando ya en el siglo XXI (5 álbumes en total), aunque son los únicos supervivientes. Salvo el caso de Zaguán, banda liderada por el teclista y cantante Miguel Ángel Gómez, que publicaron su álbum homónimo de debut en 2002, en una línea muy cercana a Triana, no hay bandas nuevas que reivindiquen el género. Zaguán publicó un segundo álbum, "Testigo del tiempo" (2005), en la multinacional Universal, que es hoy por hoy el último ejemplo del género.
Sin embargo, la influencia del rock andaluz ha ido más allá del propio género, y grupos como El Último de la Fila, Elbicho o Mártires del Compás han estado claramente influenciados por aquel, y artistas como El Barrio, reivindican su raíz en el rock andaluz, lo que es notorio en los arreglos musicales, sobre todo en sus directos. También el Nuevo flamenco ha recogido parte de su herencia.

### Situación actual

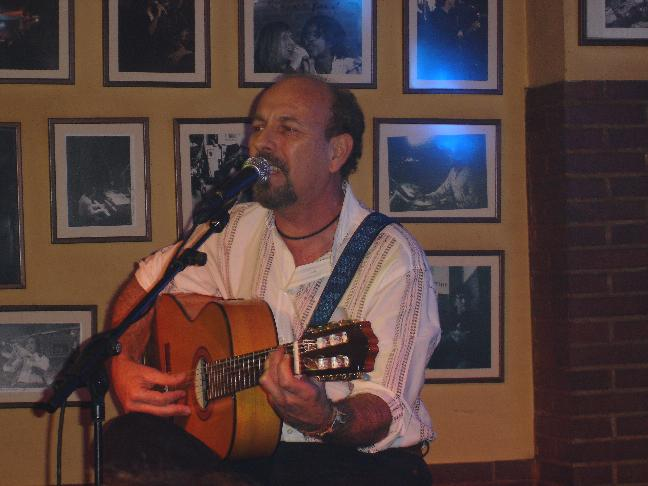
Ruibal

A partir de la mitad de la primera década del siglo XXI, vuelven a reunirse algunas de las bandas históricas del género, para realizar diversas actuaciones. La primera muestra fue en 2006, en Montilla (Córdoba), donde hubo un Festival dedicado a estos grupos con la participación entre otros de Guadalquivir, Smash o Manuel Imán. Ese mismo año en Jerez de la Frontera (Cádiz), actuó "Imán Califato Independiente" con la formación original más la participación de otros músicos como Urbano Moraes, Luis Delgado, Javier Ruibal o Chano Domínguez, en los jardines del Alcázar y ante más de 3000 personas.
Varios conciertos importantes han ido sucediéndose con posterioridad, como una noche especial dedicada al rock andaluz en la Bienal de Flamenco de Sevilla de 2008 en el Auditorio Rocío Jurado, ante más de 5000 personas, así como otra sesión en el Teatro José María Pemán de Cádiz, o el histórico Festival del Lago en Bornos, ante más de 3000 personas.[cita requerida] Tanto Alameda, como Imán y Cai, han editado nuevos trabajos aunque ya desde una vertiente independiente y alejados del mercado de los grandes sellos discográficos de finales de los setenta. Los últimos en incorporarse a este resurgimiento, han sido Mezquita y los legendarios Storm.
En 2012 surge Caeman, un grupo de rock sinfónico y jazz rock, originario de Cádiz, formado por músicos fundadores de otras bandas como Imán, Cai y Barrabás.
Un grupo de seguidores, blogs y páginas webs no sólo han mantenido el valor y reconocimiento de estas grandes bandas. La atención tomada por los medios especializados, principalmente desde Holanda, Japón o México, es un dato curioso que avala la importancia musical que aún el movimiento mantiene después de tanto tiempo.[cita requerida]
Algunos grupos de última hornada en lo que se ha denominado como «mestizaje», muestran importantes influencias del rock andaluz, como Hora Zulu, O'funk'illo, Los Delinqüentes, Derby Motoreta’s Burrito Kachimba, Fausto Taranto o Juan Delola.